# Guy de Lusignan
Guy de Lusignan (dt.: Guido; † nach dem 18. Oktober 1281) war ein französisch-englischer Kreuzritter und Herr von Couhé und Cognac.
Guido war ein jüngerer Sohn des französischen Adligen Hugo X. von Lusignan und der Isabella von Angoulême. Über seine Mutter war er ein Halbbruder des Königs Heinrich III. von England. Aus dem Erbe seiner Familie erhielt er unter anderem die Burgen von Couhé und Cognac. Um das Jahr 1247 zog er mit seinen Vollbrüdern Wilhelm (William de Valence) und Aymer an den englischen Königshof, und noch im selben Jahr nahm er das Kreuz zum sechsten Kreuzzug. In einem auf den August 1247 datierten Brief des Papstes Innozenz IV. an den König von England wird Guido als Anführer des englischen Kreuzzugskontingents bezeichnet. Offenbar nahm er im Juni 1249 bei der Eroberung von Damiette teil, bei der sein Vater gefallen war, und übergab danach das Kommando über seine Ritter an den im Oktober 1249 eintreffenden William Longespée. Bei den Kämpfen um al-Mansura im Frühjahr 1250 wird er nicht erwähnt, vermutlich weil er in Damiette zurückgeblieben war. Zusammen mit Alexander Giffard ist Guido der einzige namentlich bekannte Angehörige des englischen Kontingents, der den Kreuzzug überlebte. Sein älterer Vollbruder, Hugo XI., wurde ebenfalls im April 1250 getötet. Matthäus Paris verzeichnete Guidos Rückkehr an den englischen Königshof zu Weihnachten 1250, nachdem er sich nach der Aufgabe von Damiette im Mai 1250 in schändlicher Flucht vom Kreuzzugsheer abgesetzt habe.
Während des Zweiten Kriegs der Barone stand Guido loyal auf der Seite seines königlichen Halbbruders gegen die rebellierenden Barone um Simon de Montfort. In der Schlacht von Lewes (14. Mai 1264) kämpfte er für die Königlichen auf dem rechten Flügel unter dem Kommando des Prinzen Eduard. In Geschichtswerken wird sein angeblicher Tod in dieser Schlacht häufig verzeichnet; tatsächlich gelang ihm aber mit seinem Bruder Wilhelm die Flucht vom Schlachtfeld, nachdem die königliche Partei eine vernichtende Niederlage erlitten hatte. Nachdem die Königlichen in der Schlacht von Evesham 1265 über Montfort gesiegt hatten, konnten die Lusignans wieder nach England zurückkehren. Guidos Testament datiert auf den 18. Oktober 1281 und ist zugleich der letzte schriftliche Vermerk zu seiner Person.